# Джозамицин
Джозамицин (новолат. Josamycin) является природным 16-членным антибиотиком-макролидом, который продуцируется актиномицетом Streptomyces narbonensis
С 2012 года включён в Перечень жизненно необходимых и важнейших лекарственных препаратов.

## Фармакологическое действие
Антибиотик из группы макролидов, действует бактериостатически. При создании в очаге воспаления высоких концентраций оказывает бактерицидное действие. Связывается с 50S-субъединицей рибосомальной мембраны и препятствует фиксации транспортной РНК, блокируя транслокацию пептидов из А-центра, подавляет синтез белка.
Имеет широкий спектр действия, включающий грамположительные аэробные микроорганизмы (
Staphylococcus spp., продуцирующие и не продуцирующие пенициллиназу;
Streptococcus spp.,
Bacillus anthracis,
Actinomyces israelii,
Corynebacterium diphtheriae),
грамотрицательные микроорганизмы (
Neisseria gonorrhoeae,
Haemophilus influenzae,
Bordetella pertussis,
Legionella spp.),
Mycoplasma spp.,
Chlamydia spp.,
Treponema spp.,
Rickettsia spp.
и также некоторые грибы и анаэробы, в частности Peptococcus spp, Peptostreptococcus spp, Bacteroides spp (по активности против диких штаммов Bacteroides fragilis незначительно уступает клиндамицину. Активность может быть снижена в связи с распространением устойчивых штаммов)[Higashitsutsumi, M., M. Sakamoto, et al. (1991). «[Bacteriological examination of infections in the field of oral surgery].» Kansenshogaku Zasshi 65 (10): 1344—1354; Long, S. S., S. Mueller, et al. (1976). «In vitro susceptibilities of anaerobic bacteria to josamycin.» Antimicrob Agents Chemother 9(5): 859—860; Long, S. S., S. Mueller, et al. (1976). «In vitro susceptibilities of anaerobic bacteria to josamycin.» Antimicrob Agents Chemother 9(5): 859—860].

## Фармакокинетика
После приёма внутрь джозамицин быстро и полностью всасывается из ЖКТ. Cmax джозамицина в сыворотке достигается через 1-4 ч после приёма Вильпрафена. Около 15 % джозамицина связывается с белками плазмы. Особенно высокие концентрации вещества обнаруживаются в лёгких, миндалинах, слюне, поте и слёзной жидкости.
Джозамицин метаболизируется в печени до менее активных метаболитов и экскретируется главным образом с желчью. Экскреция препарата с мочой — менее 20 %

## Показания
Инфекционно-воспалительные заболевания, вызванные чувствительными микроорганизмами: средний отит, синусит, тонзиллит, фарингит, ларингит, дифтерия (в комплексной терапии с дифтерийным анатоксином), коклюш, бронхит, бронхопневмония, пневмония, бронхоэктатическая болезнь, орнитоз, пситтакоз, гингивит, периодонтит, «вульгарные» угри, лимфангит, лимфаденит, паховая лимфогранулема, простатит, уретрит, инфекции ран, пиодермия, фурункулёз, сибирская язва, рожа, гонорея, хламидиоз (в том числе у беременных женщин), сифилис, скарлатина (при гиперчувствительности к пенициллину), дизентерия, дакриоцистит, блефарит.

## Противопоказания
Гиперчувствительность, печёночная недостаточность; недоношенность детей.

## Побочные действия
Снижение аппетита, тошнота, изжога, рвота, метеоризм, диарея, аллергические реакции (крапивница), повышение активности «печеночных» трансаминаз, холестатический гепатит, псевдомембранозный энтероколит, дисбактериоз, кандидоз, гиповитаминоз, снижение слуха, отёк стоп, очень редко — лихорадка, общее недомогание.

## Способ применения и дозы
Внутрь.
Взрослым и детям старше 14 лет в суточной дозе — 1—2 г, разделённой на 3 введения (первая доза должна быть не менее 1 г) между приёмами пищи.
Детям до 14 лет — в виде суспензии в дозе 30—50 мг/кг/сут., разделённой на 3 введения, при этом у новорождённых и детей до 3 мес. доза должна быть подобрана точно исходя из массы тела ребёнка.
Продолжительность лечения при стрептококковой инфекции — не менее 10 дней, при лечении угрей — до 4 недель. Таблетки запивают небольшим количеством жидкости, проглатывают целиком.

## Особые указания
У больных с почечной недостаточностью лечение следует проводить с учётом результатов соответствующих лабораторных тестов.
Следует учитывать возможность перекрёстной устойчивости к различным антибиотикам-макролидам (например микроорганизмы, устойчивые к лечению родственными по химической структуре антибиотиками, могут также быть резистентны к джозамицину).
Так как не имеется сведений об эмбриотоксических эффектах, Джозамицин следует назначать беременным и кормящим грудью женщинам только после тщательной оценки соотношения риска и преимуществ лечения.

## Взаимодействие
Угнетая систему цитохрома P450, подавляет метаболизм и повышает концентрации в крови непрямых антикоагулянтов, теофиллина, циклоспорина, карбамазепина, вальпроевой кислоты, дизопирамида, алкалоидов спорыньи (эрготамина, дигидроэрготамина)в плазме. Несовместим с терфенадином, астемизолом, цизапридом из-за опасности развития тяжёлых нарушений сердечного ритма, обусловленных удлинением интервала Q-T. Одновременное применение с пенициллинами, цефалоспоринами снижает эффект джозамицина. Повышает биодоступность дигоксина при приёме внутрь за счет ослабления его инактивации кишечной флорой. Антациды несколько снижают всасывание в ЖКТ.